# Paula Pell
Paula Pell, född 15 april 1963 i Joliet, Illinois, är en amerikansk skådespelare och manusförfattare.
Pell har bland annat medverkat i TV-serien Girls5eva. Hon har även medverkat i filmen Insidan ut och skrev manus till Saturday Night Live mellan 1995 och 2020.

## Filmografi (i urval)
- 1995–2020 – Saturday Night Live (TV-serie), manus
- 2014 – Birdman
- 2015 – Sisters, manus
- 2015 – Insidan ut
- 2018–2021 – A.P. Bio (TV-serie)
- 2021–2021 – Girls5eva (TV-serie)